# Ножан-ле-Ротру (округ)
Ножан-ле-Ротру (фр. Nogent-le-Rotrou) — округ (фр. Arrondissement) во Франции, один из округов в регионе Центр (регион Франции). Департамент округа — Эр и Луар. Супрефектура — Ножан-ле-Ротру.
Население округа на 2006 год составляло 37 323 человек. Плотность населения составляет 46 чел./км². Площадь округа составляет всего 811 км².